# Salmtalstadion
Il Salmtalstadion è uno stadio polisportivo sito nel comune tedesco di Salmtal, nella Renania-Palatinato. Dal punto di vista calcistico, la struttura ospita le gare casalinghe del FSV Salmrohr, principale club locale.

## Storia
Costruito nel 1981, lo stadio venne ristrutturato ed ampliato nel biennio 1986-1987, in occasione della promozione del FSV Salmrohr in Zweite Bundesliga.

## Struttura
Lo stadio presenta una pianta ellittica: attorno al terreno da gioco (in erba naturale, misurante 105 x 68 m) si sviluppa la pista di atletica leggera. Gli spalti circondano tutto il campo: sul lato est si trova la tribuna centrale, dotata di copertura e capace di accogliere 1200 spettatori in posti dotati di seggiolino. Il resto degli spalti, costituito da gradinate scoperte, sono omologate per accogliere fino a 6300 persone. La capienza complessiva può tuttavia raggiungere i 12 000 posti.
Lo stadio è privo di impianto di illuminazione.